# Bettina Röhl
Bettina Röhl, född 21 september 1962 i Hamburg, är en tysk journalist och författare. Hon är dotter till Klaus Rainer Röhl och Ulrike Meinhof. År 2006 utgav hon boken So macht Kommunismus Spass!, som handlar om hennes föräldrar.

## Biografi
Röhl växte upp tillsammans med sin tvillingsyster Regine hos föräldrarna i Hamburg fram till deras skilsmässa 1968. Då flyttade hon och systern med modern Ulrike Meinhof till Västberlin. Föräldrarna låg under en period i en vårdnadstvist. 1970 fick fadern vårdnaden, och Bettina Röhl växte upp tillsammans med systern i en borgerlig miljö. 1982 avlade hon studentexamen vid det humanistiska gymnasiet Christianeum i Hamburg. Hon studerade vidare i Hamburg och Perugia där hon läste historia och tyska. Hon arbetar sedan 1986 som journalist, bland annat för tidskrifterna Tempo och Vogue och TV-kanalen Spiegel TV. Numera skriver hon framförallt för den politiska tidskriften Cicero. Hon har blivit känd för att kritisera den tyska 68-generationen och det vänsterradikala arv de för med sig i dagens Tyskland. Hon har bland annat debatterat med Joschka Fischer och Daniel Cohn-Bendit.
Bettina Röhl och hennes tvillingsyster fick vid flera tillfällen besöka sin mor i fängelset efter att hon gripits 1972 men modern bröt plötsligt kontakten 1974. Våren 1976 meddelade hennes advokat att hon gärna ville träffa sina barn igen. Något ytterligare möte blev dock aldrig av, eftersom modern påträffades hängd i sin cell några veckor senare.